# كايكسا بنك
كايكسا بنك هي شركة خدمات مالية إسبانية مملوكة لشركة كريتيريا كاسيكا بحصة 40 ٪.  يقع في فالنسيا وبرشلونة في إسبانيا . يعد ثالث أكبر بنك في إسبانيا من حيث القيمة السوقية ، بعد بنك سانتاندير وبانكو بيلباو فيزكايا أرجنتاريا . لديه 5،397 فرعًا لخدمة 15.8 مليون عميل ، ولديها شبكة فروع واسعة في السوق الإسبانية.  إنه مدرج في بورصة مدريد
تتألف الشركة من الأنشطة المصرفية والتأمين العالمية لمجموعة لا كايكسا، إلى جانب حصص المجموعة في شركة النفط والغاز ريبسول ، وشركة الاتصالات السلكية واللاسلكية تليفونيكا ومقتنياتها في العديد من المؤسسات المالية الأخرى.

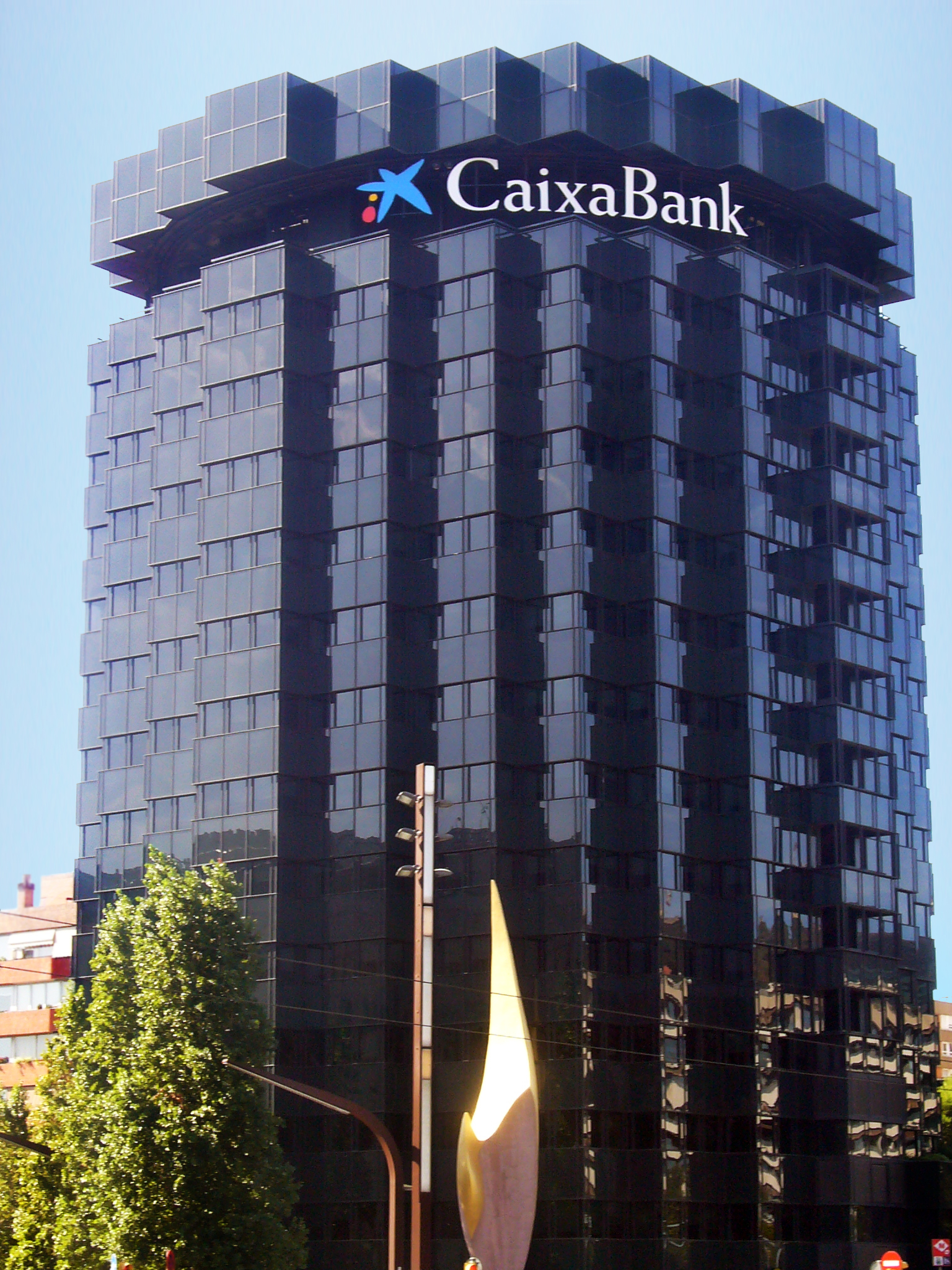
برج البنك في أفينجودا دياجونال ، برشلونة.

## روابط خارجية
- الموقع الرسمي